# Bezirk Oświęcim
Bezirk Oświęcim – dawny powiat (Bezirk) kraju koronnego Królestwo Galicji i Lodomerii, funkcjonujący w latach 1854–1867. Siedzibą starostwa było miasto Oświęcim.

## Historia
Bezirk Oświęcim utworzono w ramach reformy uwłaszczeniowej z okresu Wiosny Ludów (1848–1849), która likwidowała jurysdykcję właściciela ziemskiego nad poddanymi. W Galicji, dominium – jako podstawowa jednostka administracyjna i filar systemu feudalnego straciło rację bytu. Konieczne stało się zatem wprowadzenie nowego systemu administracyjnego, którego zręby powstały w latach 1851–1855. Nowy trójstopniowy podział administracyjny objął 21 cyrkułów (niem. Kreise), 179 małych powiatów (niem. Bezirke) i ponad 6000 gmin (niem. Gemeinde). 
Bezirk Oświęcim objął obszar o wielkości 3,6 mil², zamieszkany przez 18.363 ludzi i podzielony na 27 gmin katastralnych, w tym miasto Oświęcim. Wszedł w skład cyrkułu wadowickiego, jako jeden z jego trzynastu powiatów ziemskich. Od zachodu powiat graniczył z Królestwem Prus. 1 maja 1860 zniesiono cyrkuł wadowicki, a jego cały obszar włączono do cyrkułu krakowskiego.
Po nadaniu Galicji autonomii oraz powołaniu samorządu gminnego i powiatowego w 1865 zlikwidowano cyrkuły (Kreise). Dotychczasowe małe powiaty (Bezirke) w liczbie 179, utrzymały się do 1867 roku, kiedy to w następstwie kolejnej reformy administracyjnej (23 stycznia 1867) zostały zastąpione przez 74 większe powiaty. Jednym z tych nowych powiatów był powiat bialski, w skład którego wszedł m.in. prawie w całości zniesiony Bezirk Oświęcim, oprócz gmin Podolsze i Przeciszów (z Kołem Lipowieckim), które włączono do powiatu wadowickiego. 1 lipca 1910 wszystkie gminy dawnego Bezirk Oświęcim weszły w skład nowo utworzonego powiatu oświęcimskiego.

## Podział administracyjny (1854)
| Lp. | Gmina jednostkowa     | Powierzchnia | Ludność | Powiat w 1867 po zniesieniu |
| --- | --------------------- | ------------ | ------- | --------------------------- |
| 1   | Oświęcim (M)          | 1380         | 2586    | bialski                     |
| 2   | Klucznikowice         | 80           | 190     | bialski                     |
| 3   | Babice                | 1290         | 695     | bialski                     |
| 4   | Jawiszowice           | 2858         | 1231    | bialski                     |
| 5   | Brzeszcze             | 3068         | 1251    | bialski                     |
| 6   | Przecieszyn           | 557          | 247     | bialski                     |
| 7   | Skidzin               | 777          | 243     | bialski                     |
| 8   | Wilczkowice           | 214          | 144     | bialski                     |
| 9   | Broszkowice           | 176          | 189     | bialski                     |
| 10  | Budy                  | [ 9 ]        | 52      | bialski                     |
| 11  | Dwory                 | 1820         | 1543    | bialski                     |
| 12  | Kruki (części I i II) | 82           | 122     | bialski                     |
| 13  | Monowice ze Stawami   | 1926         | 1250    | bialski                     |
| 14  | Grojec                | 2795         | 862     | bialski                     |
| 15  | Zaborze               | 710          | 205     | bialski                     |
| 16  | Pławy                 | 500          | 231     | bialski                     |
| 17  | Polanka Wielka        | 4153         | 1436    | bialski                     |
| 18  | Łazy                  | 385          | 164     | bialski                     |
| 19  | Poręba Wielka         | 1906         | 573     | bialski                     |
| 20  | Harmęże               | 780          | 255     | bialski                     |
| 21  | Rajsko                | 1121         | 560     | bialski                     |
| 22  | Włosienica            | 1140         | 714     | bialski                     |
| 23  | Brzezinka ad Zator    | 1490         | 659     | bialski                     |
| 24  | Stawy Stare           | 610          | 280     | bialski                     |
| 25  | Podolsze              | 1865         | 676     | wadowicki                   |
| 26  | Przeciszów            | 3740         | 1932    | wadowicki                   |
| 27  | Koło Lipowieckie      | 3740         | 62      | wadowicki                   |

Objaśnienie:
(M) = miasto; (m) = miasteczko